# (1701) Okavango
(1701) Okavango – planetoida z pasa głównego asteroid okrążająca Słońce w ciągu 5 lat i 236 dni w średniej odległości 3,17 au. Została odkryta 6 lipca 1953 roku w Union Observatory w Johannesburgu przez Josepha Churmsa. Nazwa planetoidy pochodzi od rzeki Okawango w południowo-wschodniej Afryce. Przed nadaniem nazwy planetoida nosiła oznaczenie tymczasowe (1701) 1953 NJ.